# Suchowola (rejon gródecki)
Suchowola (ukr. Суховоля) – wieś na Ukrainie w rejonie lwowskim (do 2020 roku w rejonie gródeckim) obwodu lwowskiego.

## Urodzeni
- Mychajło Hanuszewśkyj